# Каралда
Каралда́ (рос. Каралда) — присілок у складі Біловського округу Кемеровської області, Росія.

## Населення
Населення — 522 особи (2010; 662 у 2002).
Національний склад (станом на 2002 рік):
- росіяни — 93 %